# Jafar Cã
Jafar Cã Zand (Persa: جعفر خان زند‎) foi o sétimo Xá (rei) da Dinastia Zande de 1785 a 1789. Ele era filho de Sadique Cã Zande, que foi deposto do trono em Xiraz por Ali Murade Cã, que tinha tomado Ispaã pra ele mesmo.

## Biografia

### Juventude
Em Fevereiro de 1781, o príncipe Zande Ali Murade Cã levou o pai de Jafar Cã, Sadique Cã Zande e todos os seus irmãos a morte quando invadiu Xiraz. Jafar Cã foi o único que foi poupado, porque ele privativamente fez um acordo com Ali Murade Cã. Quando Ali Murade Cã estava no norte do Irão em 1785, Jafar Cã aproveitou a oportunidade para tomar Ispaã. Ali Murade Cã marchou através da cidade para defende-lá, mas morreu no dia 11 de fevereiro em Murchacur, uma cidade perto de Ispaã.

### Reinado
Jafar Cã se proclamou como rei Zande em Ispaã. Ao mesmo tempo, o lorde Cajar Maomé Cã Cajar marchou para Ispaã. Jafar Cã enviou seus homens para parar o avanço dele pela cidade, mas eles os derrotaram em Qom sem encontrar resistência. Jafar Cã então enviou um exército ainda maior para vencer Maomé Cã, que derrotou o exército perto de Caxã. Jafar Cã então fugiu para Shiraz. Aga Maomé chegou em Ispaã onde ele descobriu o que sobrou do tesouro Zande e do Harém de Jafar Cã. Jafar Cã foi assassinado em 23 de janeiro de 1789 pelo filho de Ali Murade Cã, Saíde Murade Cã. Depois de sua morte ocorreu uma guerra civil de quatro meses entre muitos príncipes Zand que lutaram pela sucessão do trono. Seu filho Lotefe Ali Cã emergiu sendo o vitorioso nessa guerra civil em maio.

## Família

### filhos
- Príncipe Lotefe Ali Cã Zande
- Príncipe Cosroes Cã Zande
- Príncipe Abas Coli Cã Zande
- Príncipe Najafe Ali Cã Zande

### filha(s)
- Princesa Mariam Begum Zande